# HD 87822
HD 87822，又名BD+32 1982，SAO 61882、HR 3979，是一颗恒星，视星等为6.24，位于銀經195.72，銀緯54.37，其B1900.0坐标为赤經10h 2m 29.3s，赤緯+32° 54.37′ 42″。